# Championnats de Colombie de BMX

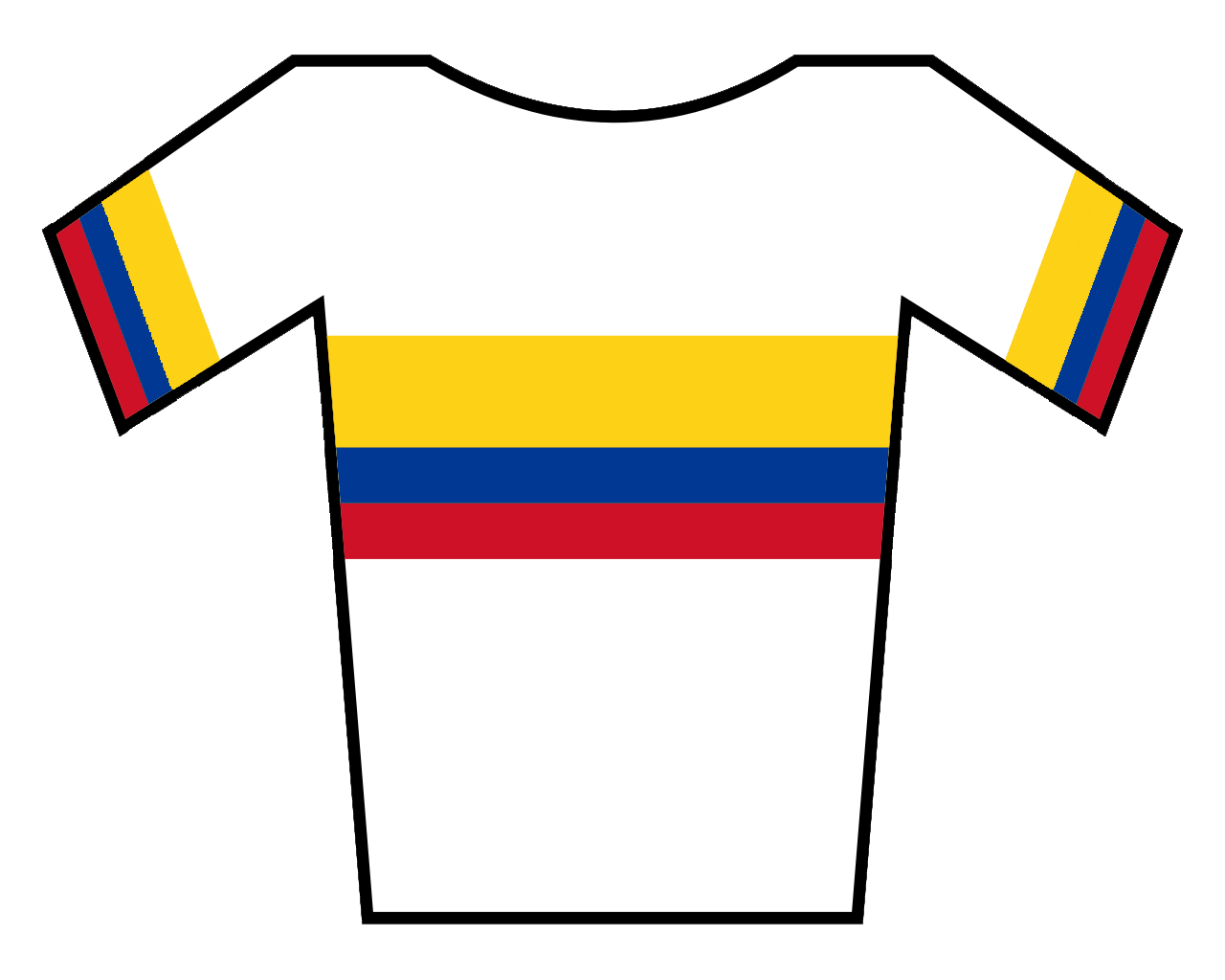
Maillot de cyclisme de la ColombieM

Les Championnats de Colombie de BMX sont organisés chaque année par la Fédération colombienneiMllot de cyclisme.

## Palmarès
| Année | Vainqueur        | Deuxième            | Troisième      |
| ----- | ---------------- | ------------------- | -------------- |
| 2010  | Carlos Oquendo   |                     |                |
| 2011  | Carlos Oquendo   | Andrés Jiménez      | Jonathan Villa |
| 2012  | Augusto Castro   | Carlos Oquendo      | Andrés Arenas  |
| 2013  | Andrés Jiménez   | Sergio Salazar      | José Luis Díaz |
| 2014  | Miguel Calixto   | Juan Pablo Arboleda | Carlos Oquendo |
| 2015  | Carlos Oquendo   | Sergio Salazar      | Miguel Calixto |
| 2016  | Carlos Ramírez   | Carlos Oquendo      | Miguel Calixto |
| 2017  | Diego Arboleda   | Juan Carlos Díaz    | Juan Rios      |
| 2018  | Juan Carlos Díaz | Miguel Calixto      | Samuel Zuleta  |
| 2019  | Diego Arboleda   | Carlos Ramírez      | Carlos Oquendo |

| Année | Vainqueur       | Deuxième        | Troisième        |
| ----- | --------------- | --------------- | ---------------- |
| 2010  | n/a             | n/a             | n/a              |
| 2011  | Mariana Pajón   | Andrea Zuluaga  | Estefania Gomez  |
| 2012  | Estefania Gomez |                 |                  |
| 2013  | Mariana Pajón   | Estefania Gomez | Sofía Arenas     |
| 2014  | Mariana Pajón   | Laura Roncandio | Manuela Valencia |
| 2015  | Mariana Pajón   | Estefania Gomez | Laura Roncandio  |
| 2016  | Mariana Pajón   | Maria Osorno    | Andrea Escobar   |
| 2017  | Mariana Pajón   | Andrea Escobar  | Maria Londoño    |
| 2018  | Maria Restrepo  | Maria Londoño   | Maria Osorno     |
| 2019  | Mariana Pajón   | Gabriela Bolle  | Maria Restrepo   |